# Hôtel Sponeck
Pour les articles homonymes, voir Sponeck.
La Maison Rossel ou Hôtel Sponeck est un bâtiment historique situé à Montbéliard dans le Doubs en France.

## Histoire
L'hôtel Sponeck a été construit en 1719 pour le compte du comte de Sponeck.
Un jardin y est créé de 1755 à 1758.
L'édifice est vendu à la ville en 1767.
La maison Rossel fait l’objet d’une inscription au titre des monuments historiques depuis le 25 avril 1932.

## Aujourd'hui
Le bâtiment est devenu une annexe de l'Hôtel de ville principalement consacrée à la culture. Il accueille la billetterie de MA scène nationale, l’administration mais aussi les petites formes conviviales (Salons de Sponeck, rencontres).